# Jocs prohibits
Jocs prohibits (títol original en francès: Jeux interdits) és una pel·lícula francesa de René Clément, escrita per Pierre Bost i Jean Aurenche, estrenada el 1952. La pel·lícula és basada en la novel·la homònima escrita per François Boyer. La pel·lícula es va doblar al català.

## Argument
En el transcurs de l'èxode de juny 1940 a França, una comitiva de civils és metrallada. Paulette, cinc anys, perd els seus pares i es posa a errar en el camp, estrenyent als seus braços el cadàver del seu gos. Al bosc, troba Michel, un noi de deu anys, que la porta a viure a la granja dels seus pares. Paulette enterra el petit gos, després Michel, endevinant el que Paulette havia fet, es posen a crear sepultures per a tots els animals morts que descobreixen: rates, gripaus, pollets, etc. Michel no troba molt reeixides les creus que fabrica i els dos nens intenten robar els crucifixos que troben: al cotxe fúnebre, a l'església, al cementiri.

## Repartiment
- Brigitte Fossey: Paulette
- Georges Poujouly: Michel Dollé
- Lucien Hubert: El pare Dollé
- Laurence Badie: Berthe Dollé
- Suzanne Courtal: La mare Dollé
- Jacques Marí: Georges Dollé
- Pierre Mérovée: Raymond Dollé
- Amédée: Francis Gouard
- André Wasley: El pare Gouard
- Louis Saintève: El rector
- Violeta Monnier: La noia Dollé
- Denise Péronne: Jeanne Gouard
- Fernande Roy: noia Gouard
- Madeleine Barbulée: La religiosa
- Jeanine Zorelli: La vella a la carreta
- Bernard Musson: 2n gendarme

## Al voltant de la pel·lícula
- La banda original de la pel·lícula és escollida i interpretada pel guitarrista Narciso Yepes que ha fet un lleuger arranjament de diverses partitures. La melodia més cèlebre, Jeux interdits, ha esdevingut un clàssic de l'aprenentatge de la guitarra. La melodia original Romança anònima ja era a la pel·lícula de Rouben Mamoulian Amfiteatre sagnant, onze anys abans.
- Els verdaders pares de l'actriu Brigitte Fossey són els que interpreten els pares de Paulette.
- L'èxit de la pel·lícula és tal que Brigitte Fossey és presentada a la reina Elisabet II del Regne Unit el febrer de 1953.

## Premis i Nominacions

### Premis
- Oscar a la millor pel·lícula de parla no anglesa[2]
- Lleó d'Or a la Festival Internacional de Cinema de Venècia
- BAFTA a la millor pel·lícula

### Nominacions
- Oscar a la millor història (François Boyer)[3]